# Ahmet Fehim
Ahmet Fehim (n. 1856, Constantinopol, Imperiul Otoman – d. 2 august 1930, Istanbul, Turcia) a fost un actor turc și regizor de teatru și de film. 
A apărut în industria cinematografică după primul război mondial. În prima perioadă a cinematografiei turcești a făcut filme în numele Societății Veteranilor cu Handicap . Primul dintre aceste filme este Mürebbiye din 1919. 

## Vezi și
- Cinematografia turcă